# مقصد بيك توقطوموشيف
مقصد بيك توقطوموشيف هو مفتي عام قيرغيزستان.